# Todd Richards
Todd Michael Richards (* 20. Oktober 1966 in Crystal, Minnesota) ist ein ehemaliger US-amerikanischer Eishockeyspieler und derzeitiger -trainer. Während seiner Karriere spielte er für die Hartford Whalers in der National Hockey League auf der Position des Verteidigers. Von Januar 2012 bis Oktober 2015 war er Cheftrainer der Columbus Blue Jackets in der NHL. Davor betreute er unter anderem die Wilkes-Barre/Scranton Penguins in der American Hockey League sowie die Minnesota Wild aus der NHL als Cheftrainer.

## Karriere
Richards spielte während seiner Schulzeit zunächst an der Robbinsdale Armstrong High School im US-Bundesstaat Minnesota, ehe er nach seinem Abschluss an die University of Minnesota ging. Neben seinem Studium spielte er dort für das Universitätsteam in der Western Collegiate Hockey Association, einer Liga im Spielbetrieb der National Collegiate Athletic Association. In den vier Spielzeiten zwischen 1985 und 1989 gehörte Richards zu den herausragenden offensiv ausgerichteten Verteidigern der WCHA. Insgesamt verbuchte er in 167 Partien 158 Scorerpunkte – darunter eine Spielzeit mit alleine 51 Punkten – und wurde zwischen 1987 und 1989 dreimal ins Second All-Star Team der Liga gewählt. Zudem erreichte er in den Spielzeiten 1986/87 und 1988/89 mit der Mannschaft jeweils das Finalturnier um die Meisterschaft der NCAA. Dabei drangen sie 1987 ins Halbfinale und zwei Jahre später bis ins Finale vor, wo sie der Harvard University in der Overtime knapp mit 4:3 unterlagen. Trotzdem wurde Richards ins All-Tournament Team gewählt.
Nachdem der US-Amerikaner bereits im NHL Entry Draft 1985 in der zweiten Runde an 33. Position von den Montréal Canadiens ausgewählt worden war, wechselte er nach Beendigung seiner College-Ausbildung im Sommer 1989 ins Profilager. In seinem Rookiejahr im Spieljahr 1989/90 setzten die Canadiens den Abwehrspieler zunächst in ihrem Farmteam in der American Hockey League bei den Sherbrooke Canadiens ein. Dort erreichte er 24 Punkte in 71 Begegnungen, womit er zu den vier punktbesten Verteidigern des Teams gehörte. Im darauffolgenden Sommer absolvierte er im Rahmen des in Schweden und Russland stattfindenden saisonvorbereitenden Trainingslagers der Montréal Canadiens zwei Partien für das NHL-Team, obwohl bei ihm während einer Trainingseinheit eine Tachykardieattacke festgestellt worden war. Die beiden Partien blieben zugleich die einzigen für das franko-kanadische Team, da er, nach erneut einigen Spielen in Montréals Farmteam, kurz nach Beginn der Saison 1990/91 zu den Hartford Whalers transferiert wurde. Dort kam er im Verlauf der Spielzeit zwar ebenfalls hauptsächlich in der AHL bei den Springfield Indians zum Einsatz, für die er in 71 Spielen 51 Punkte erzielte, jedoch ermöglichten die Whalers ihm auch sein Debüt in der National Hockey League, als Richards in zwei Saisonspielen auflief. Zudem bestritt er sechs Playoff-Partien. Auch das folgende Spieljahr verbrachte der Verteidiger größtenteils bei den Indians in der AHL, kam aber auch wieder in der NHL zum Einsatz. Die sechs Spiele in der regulären Saison sowie fünf weitere in den Playoffs waren zugleich die letzten NHL-Spiele seiner Karriere, womit Richards als einer von nur wenigen Spielern mehr Playoff- als reguläre Saisonspiele in der NHL absolvierte. Es folgte noch eine weitere Spielzeit, die er ausschließlich in der AHL verbrachte, ehe sein Vertrag mit den Whalers auslief.
Im Sommer 1993 schloss sich Richards den Las Vegas Thunder aus der International Hockey League an. Gleich in seinem ersten Jahr in der IHL schaffte er den Sprung ins Second All-Star Team der Liga. Ein Jahr später folgte nach Abschluss der Saison 1994/95 sogar die Ernennung zum besten Verteidiger der Liga, die mit der Governor’s Trophy prämiert wurde, und die Wahl ins First All-Star Team. Zum Beginn der Saison 1995/96 wechselte der Verteidiger innerhalb der IHL zu den neu gegründeten Orlando Solar Bears, denen er bis zur Auflösung der Liga nach der Saison 2000/01 treu blieb. Während dieser Zeit spielte Richards das erfolgreichste Eishockey seiner Karriere. In der ersten Spielzeit mit den Solar Bears stellte er mit 19 Punkten, 54 Vorlagen und 73 Punkten persönliche Karrierebestmarken auf. Des Weiteren wurde er noch einmal ins First All-Star Team der Liga gewählt und erreichte mit dem Team dreimal das Finale um den Turner Cup, den Orlando, nach Niederlagen in den Jahren 1996 und 1999, 2001 zum einzigen Mal gewinnen konnte. Durch die Auflösung der IHL im Anschluss an die Spielzeit 2000/01 wechselte der US-Amerikaner im Sommer 2001 als Free Agent zum HC Servette Genève in die Schweizer Nationalliga B. Nach einer Spielzeit, in der er zum besten Verteidiger der Liga gewählt wurde, beendete er im Frühjahr 2002 schließlich seine aktive Laufbahn.
Im Anschluss an sein Karriereende verpflichteten ihn die Milwaukee Admirals aus der American Hockey League als Assistenztrainer von Peter Horachek. Insgesamt arbeitete Richards vier Jahre als Assistenztrainer in Milwaukee, davon drei Jahre unter Claude Noël, der zur Saison 2003/04 den Cheftrainerposten von Horachek übernommen hatte. Der größte Erfolg für Richards war in dieser Zeit der Gewinn des Calder Cup in eben jener Spielzeit, in der Noël erstmals als Cheftrainer agierte. Im Sommer 2006 endete seine Zeit als Trainerassistent der Admirals, nachdem ihm die Pittsburgh Penguins den Cheftrainerposten ihres AHL-Farmteams, den Wilkes-Barre/Scranton Penguins, angeboten hatten. Diese Position füllte Richards für zwei Jahre aus und gewann mit der Mannschaft in beiden Spielzeiten weit über 40 Spiele. Im zweiten Jahr seiner Amtszeit führte er das Team sogar bis in die Finalserie um den Calder Cup, wo sie allerdings den Chicago Wolves in sechs Spielen unterlag. Trotz des Erfolges mit dem Team kündigte er seinen Vertrag im Sommer 2008 und nahm ein Angebot der San Jose Sharks aus der NHL an, da ihn deren neuer Trainer Todd McLellan, neben Trent Yawney und Jay Woodcroft, als Assistenten haben wollte. Dort arbeitete der US-Amerikaner hauptsächlich mit den Powerplayspezialisten zusammen und unterstützte McLellan bei seiner Arbeit mit den Angreifern. Im Sommer 2009 verließ er das Team aus Nordkalifornien und erhielt den Cheftrainerposten des Ligarivalen Minnesota Wild. In den zwei folgenden Spielzeiten verpasste er mit den Wild den Einzug in die Playoffs und wurde im April 2011 seines Amtes enthoben.
Im Juni 2011 wurde Richards als Assistenztrainer bei den Columbus Blue Jackets vorgestellt. Er besetzte die vakante Position, nachdem Bob Boughner das Franchise einen Monat zuvor verlassen hatte. Im Januar 2012 folgte nach Scott Arniels Absetzung seine Beförderung zum Cheftrainer auf Interimsbasis bei den Columbus Blue Jackets. Obwohl Columbus die Playoffs in der Spielzeit 2012/13 knapp verpassten, verlängerten die Blue Jackets Anfang Juli 2013 seinen bis Ende der Spielzeit 2014/15 laufenden Vertrag vorzeitig um eine weitere Saison. Im Folgejahr erreichte Richards mit den Blue Jackets die Playoffs, schied jedoch in der ersten Runde aus.
Im Oktober 2015 wurde er entlassen und durch John Tortorella ersetzt, nachdem er mit der Mannschaft die ersten sieben Spiele allesamt verloren hatte. Nach der Saison 2015/16 nahm er als Assistenztrainer von John Hynes mit dem Team USA an der Weltmeisterschaft 2016 teil und erreichte dort mit dem Team den vierten Platz. Anschließend schloss er sich, ebenfalls als Assistenztrainer, den Tampa Bay Lightning an, mit denen er unter Cheftrainer Jon Cooper in den Playoffs 2020 den Stanley Cup gewann. In der Folge wechselte er zur Saison 2020/21 zu den Nashville Predators, wo er erneut unter John Hynes tätig ist.

## Erfolge und Auszeichnungen

### Als Spieler
| - 1987 WCHA Second All-Star Team - 1988 WCHA Second All-Star Team - 1989 WCHA Second All-Star Team - 1989 NCAA Championship All-Tournament Team - 1991 Calder-Cup-Gewinn mit den Springfield Indians - 1994 IHL Second All-Star Team | - 1995 Governor’s Trophy - 1995 IHL First All-Star Team - 1996 IHL First All-Star Team - 2001 Turner-Cup-Gewinn mit den Orlando Solar Bears - 2002 Bester Verteidiger der Nationalliga B |

### Als Trainer
- 2004 Calder-Cup-Gewinn mit den Milwaukee Admirals (als Assistenztrainer)
- 2020 Stanley-Cup-Gewinn mit den Tampa Bay Lightning (als Assistenztrainer)

## Karrierestatistik

### Als Spieler
(Legende zur Spielerstatistik: Sp oder GP = absolvierte Spiele; T oder G = erzielte Tore; V oder A = erzielte Assists; Pkt oder Pts = erzielte Scorerpunkte; SM oder PIM = erhaltene Strafminuten; +/− = Plus/Minus-Bilanz; PP = erzielte Überzahltore; SH = erzielte Unterzahltore; GW = erzielte Siegtore; 1 Play-downs/Relegation; Kursiv: Statistik nicht vollständig)

### Als Trainer
| Team                           | Saison     | reguläre Saison                       | reguläre Saison                       | reguläre Saison                       | reguläre Saison                       | reguläre Saison                       | reguläre Saison                       | Play-offs                             | Play-offs                             | Play-offs                             |
| Team                           | Saison     | Spiele                                | S                                     | N                                     | OTL                                   | Pts                                   | Platz                                 | S                                     | N                                     | Resultat                              |
| ------------------------------ | ---------- | ------------------------------------- | ------------------------------------- | ------------------------------------- | ------------------------------------- | ------------------------------------- | ------------------------------------- | ------------------------------------- | ------------------------------------- | ------------------------------------- |
| Milwaukee Admirals             | 2002/03    | Assistenztrainer unter Peter Horachek | Assistenztrainer unter Peter Horachek | Assistenztrainer unter Peter Horachek | Assistenztrainer unter Peter Horachek | Assistenztrainer unter Peter Horachek | Assistenztrainer unter Peter Horachek | Assistenztrainer unter Peter Horachek | Assistenztrainer unter Peter Horachek | Assistenztrainer unter Peter Horachek |
| Milwaukee Admirals             | 2003/04    | Assistenztrainer unter Claude Noël    | Assistenztrainer unter Claude Noël    | Assistenztrainer unter Claude Noël    | Assistenztrainer unter Claude Noël    | Assistenztrainer unter Claude Noël    | Assistenztrainer unter Claude Noël    | Assistenztrainer unter Claude Noël    | Assistenztrainer unter Claude Noël    | Assistenztrainer unter Claude Noël    |
| Milwaukee Admirals             | 2004/05    | Assistenztrainer unter Claude Noël    | Assistenztrainer unter Claude Noël    | Assistenztrainer unter Claude Noël    | Assistenztrainer unter Claude Noël    | Assistenztrainer unter Claude Noël    | Assistenztrainer unter Claude Noël    | Assistenztrainer unter Claude Noël    | Assistenztrainer unter Claude Noël    | Assistenztrainer unter Claude Noël    |
| Milwaukee Admirals             | 2005/06    | Assistenztrainer unter Claude Noël    | Assistenztrainer unter Claude Noël    | Assistenztrainer unter Claude Noël    | Assistenztrainer unter Claude Noël    | Assistenztrainer unter Claude Noël    | Assistenztrainer unter Claude Noël    | Assistenztrainer unter Claude Noël    | Assistenztrainer unter Claude Noël    | Assistenztrainer unter Claude Noël    |
| Wilkes-Barre/Scranton Penguins | 2006/07    | 80                                    | 51                                    | 23                                    | 6                                     | 108                                   | 11                                    | 5                                     | 6                                     | Conference-Halbfinale                 |
| Wilkes-Barre/Scranton Penguins | 2007/08    | 80                                    | 47                                    | 26                                    | 7                                     | 101                                   | 23                                    | 14                                    | 9                                     | Calder-Cup-Finale                     |
| San Jose Sharks                | 2008/09    | Assistenztrainer unter Todd McLellan  | Assistenztrainer unter Todd McLellan  | Assistenztrainer unter Todd McLellan  | Assistenztrainer unter Todd McLellan  | Assistenztrainer unter Todd McLellan  | Assistenztrainer unter Todd McLellan  | Assistenztrainer unter Todd McLellan  | Assistenztrainer unter Todd McLellan  | Assistenztrainer unter Todd McLellan  |
| Minnesota Wild                 | 2009/10    | 82                                    | 38                                    | 36                                    | 8                                     | 84                                    | –                                     | –                                     | –                                     | nicht qualifiziert                    |
| Minnesota Wild                 | 2010/11    | 82                                    | 39                                    | 35                                    | 8                                     | 86                                    | –                                     | –                                     | –                                     | nicht qualifiziert                    |
| Columbus Blue Jackets          | 2011/12    | 41                                    | 18                                    | 21                                    | 2                                     | 38                                    | –                                     | –                                     | –                                     | nicht qualifiziert                    |
| Columbus Blue Jackets          | 2012/13    | 48                                    | 24                                    | 17                                    | 7                                     | 55                                    | –                                     | –                                     | –                                     | nicht qualifiziert                    |
| Columbus Blue Jackets          | 2013/14    | 82                                    | 43                                    | 32                                    | 7                                     | 93                                    | 6                                     | 2                                     | 4                                     | Conference-Viertelfinale              |
| Columbus Blue Jackets          | 2014/15    | 82                                    | 42                                    | 35                                    | 5                                     | 89                                    | –                                     | –                                     | –                                     | nicht qualifiziert                    |
| Columbus Blue Jackets          | 2015/16    | 7                                     | 0                                     | 7                                     | 0                                     | 0                                     | –                                     | –                                     | –                                     | –                                     |
| AHL gesamt                     | AHL gesamt | 160                                   | 98                                    | 49                                    | 13                                    | 209                                   | 34                                    | 19                                    | 15                                    | 2 Teilnahmen                          |
| NHL gesamt                     | NHL gesamt | 424                                   | 204                                   | 183                                   | 37                                    | 445                                   | 6                                     | 2                                     | 4                                     | 1 Teilnahme                           |